# ワイ・ジー・ケー
株式会社ワイ・ジー・ケーは、競技車両用エンジンの製造ノウハウをベースに、高熱効率のガスエンジンの開発を行っている会社である。コジェネレーション用ガスエンジン・小型ガス発電機用ガスエンジン・ガスヒートポンプの開発などLPガス・天然ガス・バイオガスなどを燃料とするエンジンの開発を行なっている。また、ル・マン参戦に向けた競技車両の開発も行なっている。販売会社としてYGK通商株式会社がある。

## 沿革
- 1976年4月 - 創業。オリジナル教材の販売開始。
- 1980年6月 - 山形学習企画　有限会社として設立。
- 1990年7月 - 株式会社ワイ・ジー・ケーに組織変更。自動車用エンジン・汎用エンジンの開発開始　YG40開発スタート
- 1998年4月 - イエローマジック事業部 国内・UK開設。レース活動スタート
- 2000年9月 - 山形しあわせ銀行エンジン開発に於いてベンチャービジネス奨励賞受賞。
- 2001年4月 - 山形県中小企業創造法認定。
- 2001年7月 - 経済産業省「新事業創出促進法」認定。エンジン開発にて
- 2002年10月 - KSP かながわサイエンスパーク インキュベート　支援制度認定。
- 2002年11月 - エンジン開発部設立
- 2004年11月 - 社団法人 日本機械学会　技術賞受賞
- 2004年12月 - JFE電制株式会社と技術・業務委託契約を締結。ガスコジェネレーション用エンジンの開発をスタート
- 2005年8月 - 販売会社YGK通商株式会社を設立
- 2006年10月 - 都市ガス会社と家庭用コジェネ発電ユニットの共同開発契約を締結
- 2008年6月 - YR40エンジンを搭載した東海大学チームの車がル・マン24時間レースに参戦
- 2011年11月 - YR40エンジンを搭載した東海大学チームの車がインターコンチネンタル・ル・マン・カップ珠海レース（通称:ILMC)に参戦
- 2012年4月 - 最高技術顧問として林義正をCTOとして招聘。汎用エンジンの開発と合わせて、2014年ル・マン参戦用車両の設計。新型ハイブリッドシステムなどの開発をスタート

## 概要
- 元々は教材関連企業「山形学習企画」であったが、Yellow Magic 事業部において東海大学の林義正教授を最高技術顧問に迎えレーシングエンジンの設計を手がける。同時に汎用エンジンの開発も手がけ、ガスエンジンを手がけている。
- 1990年代後半には「クラブイエローマジック」名義で全日本GT選手権（JGTC）に参戦していた時期がある。中でも1999年には元F1ドライバーの井上隆智穂をドライバーに迎え、フェラーリ・F355でGT300クラスに参戦したが、成績は振るわず同年限りで撤退した。
- 2004年まではフィアット・アルファロメオ・フェラーリなどの車の販売も行っていたが、発電機用汎用エンジン販売を主力商品としたビジネスへ転換。
- 現在、東京R&Dセンターショールーム（大田区）では2011年インターコンチネンタル・ル・マン・カップに参戦したレーシングエンジン・レーシングカー・開発済み汎用エンジンが展示されている。

## ガスエンジン・ガス発電機
2004年より本格的にスタートしたガスエンジンの開発は、耐久レースで培われた高熱効率エンジン技術をベースとしてスタート。ガス機器メーカーとの技術提携により、家庭用コジェネレーションシステムを完成させるに至っている。

## ガスエンジンハイブリッドシステム
これまでエンジン出力や減速時のエネルギーを回生していたハイブリッドシステムとは異なり、ターボのように排気のエネルギーでタービンを回し、その回生エネルギーで発電。エンジンを回せば常に発電しているためバッテリーが小型で済むことや、これまでロスしていた排気エネルギーを有効に活用できるシステム。

## 主な開発エンジン
- YR40：競技車両用ターボエンジン
- YR45：競技車両用NAエンジン
- YR20：高熱効率　挟角V型4気筒ガス/ガソリンエンジン
- YL08：高熱効率　小型ガス発電・自動車用エンジン　発電機として5kW〜10kWレンジ・軸端効率37%
- YL02：高熱効率　ガスコジェネ・小型発電機用エンジン　発電機として1kW〜3kWレンジ 軸端効率36%
- YL01：高熱効率　小型ガス発電機用エンジン　発電機として1kWレンジ　軸端効率33%

開発中エンジン
- YL50　高熱効率発電機用エンジン　発電機として50kWレンジ、レイアウト設計済み